# Matthieu Blazy
Matthieu Blazy, né le 27 juin 1984 à Paris, est un styliste franco-belge. Après Bottega Veneta de 2021 à 2024, il a été nommé directeur artistique de la Maison Chanel le 12 décembre 2024.

## Biographie
Matthieu Blazy grandit à Paris. En 2007, il sort diplômé de l'école La Cambre à Bruxelles. Il est recruté par Raf Simons où il travaille sur les collections homme,. Il rejoint la Maison Margiela en 2011 pour travailler sur la collection Artisanal et les défilés prêt-à-porter femmes. Après la présentation de la collection Artisanal 2014, il est révélé par la journaliste de mode américaine Suzy Menkes  du magazine Vogue. Il conçoit les masques incrustés de Kanye West lors de sa tournée Yeezus 2013.
En 2014, il rejoint l'équipe de Phoebe Philo pour travailler sur les pré-collections de Céline,. De 2016 à 2019, il est directeur du prêt-à-porter féminin chez Calvin Klein. En 2020, il rejoint Bottega Veneta au poste de directeur du design prêt-à-porter.
En novembre 2021, il est nommé directeur artistique de Bottega Veneta,. Il engage un « reboot fluide, volumétrique et sensoriel » de la marque, introduit des nouveautés comme le sac seau qui se porte en style baluchon et le jeans en cuir en trompe l'œil, un ensemble de contre-pieds visuels qui mène la presse à le surnommer le « magicien de Milan »,. Citant en référence l'univers futuriste de Boccioni,, Blazy explore le thème de l'espace. Son projet de fin d'études avait porté sur la spationaute Claudie Haigneré, et il se dit influencé par le futurisme de Nicolas Ghesquière chez Balenciaga.
Il est désigné le 12 décembre 2024 comme directeur artistique de la maison Chanel.

## Classements
- Depuis 2022 : BoF 500[11]